# Płońsko Pyrzyckie
Płońsko Pyrzyckie – zlikwidowana stacja kolejowa w Płońsku na linii kolejowej Pyrzyce – Płońsko Pyrzyckie, w województwie zachodniopomorskim.